# Anthomuda alba
Anthomuda alba är en kräftdjursart som beskrevs av Müller 1990. Anthomuda alba ingår i släktet Anthomuda och familjen Antheluridae. Inga underarter finns listade i Catalogue of Life.